# Casio g-shock
Casio G-Shock er navnet på en række herreure fra producenten Casio. Urene er udviklet til at kunne holde til hårde slag og ned til -20 °C.

## Egenskaber
Urene er testet af Casio. Nogle af urene har barometer, altimeter og termometer. Samtidig har næsten alle urene 4-5 alarmer. Nogle få ure er soldrevet, og når uret er ladet op, kan det holde ca 5 måneder.